# The Woman Next Door
The Woman Next Door er en amerikansk stumfilm fra 1915 af Walter Edwin.

## Medvirkende
- Irene Fenwick som Jenny Gay.
- Richie Ling som Ben Whittier.
- Lawson Butt som Jack Lake.
- Ben Taggart som Tom Grayson.
- Della Connor som Cecilia Grayson.